# Wonderland (Erasure)
Wonderland è il primo album discografico in studio del gruppo musicale synthpop britannico Erasure, pubblicato nel 1986.

## Tracce
1. Who Needs Love Like That – 3:19
2. Reunion – 3:25
3. Cry So Easy – 3:35
4. Push Me Shove Me – 5:20
5. Heavenly Action – 3:30
6. Say What – 3:56
7. Love is a Loser – 3:02
8. Senseless – 3:26
9. My Heart... So Blue – 4:31
10. Oh L'amour – 3:04
11. Pistol – 3:30

## Formazione
- Andy Bell - voce
- Vince Clarke - chitarra, synth